# Dragotin Martelanc (starejši)
Dragotin Martelanc, slovenski gospodarski in prosvetni delavec, * 3. september 1866, Barkovlje, † 3. april 1895, Barkovlje.

## Življenje in delo
Rodil se je v družini gostilničarja in podjetnika Franca in gospodinje Uršule Martelanc rojene Jazbec. Šolo je obiskoval v rojstnem kraju in Trstu. Po opravljeni vojaški službi v
Avstro-ogrski vojski je 23-leten zbral pevce in 1889 v Barkovljah ustanovil pevsko društvo Adrija ter postal njen predsednik. Adrija se kljub temu, da ni imela dvorane kmalu uveljavila in z nastopi dosegala lepe uspehe. Pevsko društvo je delovala do nasilne fašistične ukinitve leta 1927. Bil je tudi soustanovitelji Rojanskega posojilnega in konsumnega društva ustanovljenega 28. avgusta 1891 ter izvoljen za njenega prvega tajnika. Največ zaslug pa ima za ustanovitev Tržaške posojilnice in hranilnice registrirane 25. novembra 1891, ki je postala največji slovenski denarni zavod v Trstu. Dne 13. januarja 1893 je bil izvoljen še za tajnika Obrtniškega društva v Barkovljah pri Sv. Jerneju. Do marca 1890 je urejal list Edinost. Pisal je tudi članke, ki jih je objavljal v listih Edinost, Slovenski narod in Slovanski svet. Svoje rojake je želel vzgojiti in dvigniti, da bi od besed in protestov prešli k stvarnim dejanjem, toda sredi dela je umrl za tuberkulozo star komaj 28 let.